# Stanisław Mazur (1914–1989)
Stanisław Mazur (ur. 28 marca 1914 w Repkach, zm. 22 listopada 1989) – polski działacz partyjny i państwowy, dziennikarz, działacz podziemia podczas II wojny światowej. Przewodniczący Prezydium Wojewódzkiej Rady Narodowej w Warszawie (1944), poseł do Krajowej Rady Narodowej (1944–1945, 1946–1947).

## Życiorys
Absolwent Wydziału Prawa Uniwersytetu Warszawskiego. Należał do koła akademickiego Związku Młodzieży Wiejskiej „Wici”, a w 1936 wstąpił do Stronnictwa Ludowego. Pisał artykuły m.in. do „Dziennika Popularnego”, „Robotnika” oraz „Walki Ludu”. Pomiędzy 1937 a 1938 odbywał służbę wojskową w Szkole Podchorążych Rezerwy w Równem, uzyskując stopień podchorążego. W czasie II wojny światowej zaangażowany w ruch oporu, m.in. udostępniając swoje mieszkanie prasie konspiracyjnej, pomagając w przerzucie Polaków z Norwegii do Szwecji oraz ratując Żydów z getta warszawskiego. Został zastępcą szefa propagandy okręgu warszawskiego w Związku Walki Zbrojnej, nawiązywał kontakty z Batalionami Chłopskimi. Zdobył tzw. żelazne papiery pozwalające na swobodne przemieszczanie się po III Rzeszy, wykorzystał je do przekazania do Szwecji i Szwajcarii zdjęć z obozu jenieckiego w Suchożebrach oraz egzekucji ulicznych w Warszawie. W czerwcu 1944 został aresztowany przez Gestapo, osadzono go we Frankfurcie nad Odrą. Po zwolnieniu pracował w berlińskiej filii firmy Breidt und Daub.
W lipcu 1944 uciekł do rodziny i schronił się w Świdrze. Latem 1944 został współorganizatorem i pierwszym przewodniczącym Wojewódzkiej Rady Narodowej w Warszawie (zajmował to stanowisko najpóźniej od 5 września do 4 listopada 1944). Z rekomendacji warszawskiej WRN od 9 września 1944 był posłem do Krajowej Rady Narodowej. 29 grudnia 1945 został odwołany z jej składu, jednak na skutek protestu Michała Rękasa Mazur 2 stycznia 1946 powrócił w jej skład, tym razem jako reprezentant ZMW „Wici”. Działał w Stronnictwie Ludowym (lubelskim), od 1944 wchodził w skład jego Rady Naczelnej i był I sekretarzem Tymczasowego Zarządu Głównego SL. Następnie związany z Polskim Stronnictwem Ludowym (mikołajczykowskim), był w nim m.in. szefem struktur wojewódzkich w Warszawie (1947). Po połączeniu struktur należał do Rady Naczelnej Zjednoczonego Stronnictwa Ludowego.